# Hampea montebellensis
Hampea montebellensis là một loài thực vật có hoa thuộc họ Malvaceae.
Loài này chỉ có ở México.